# ジョファ

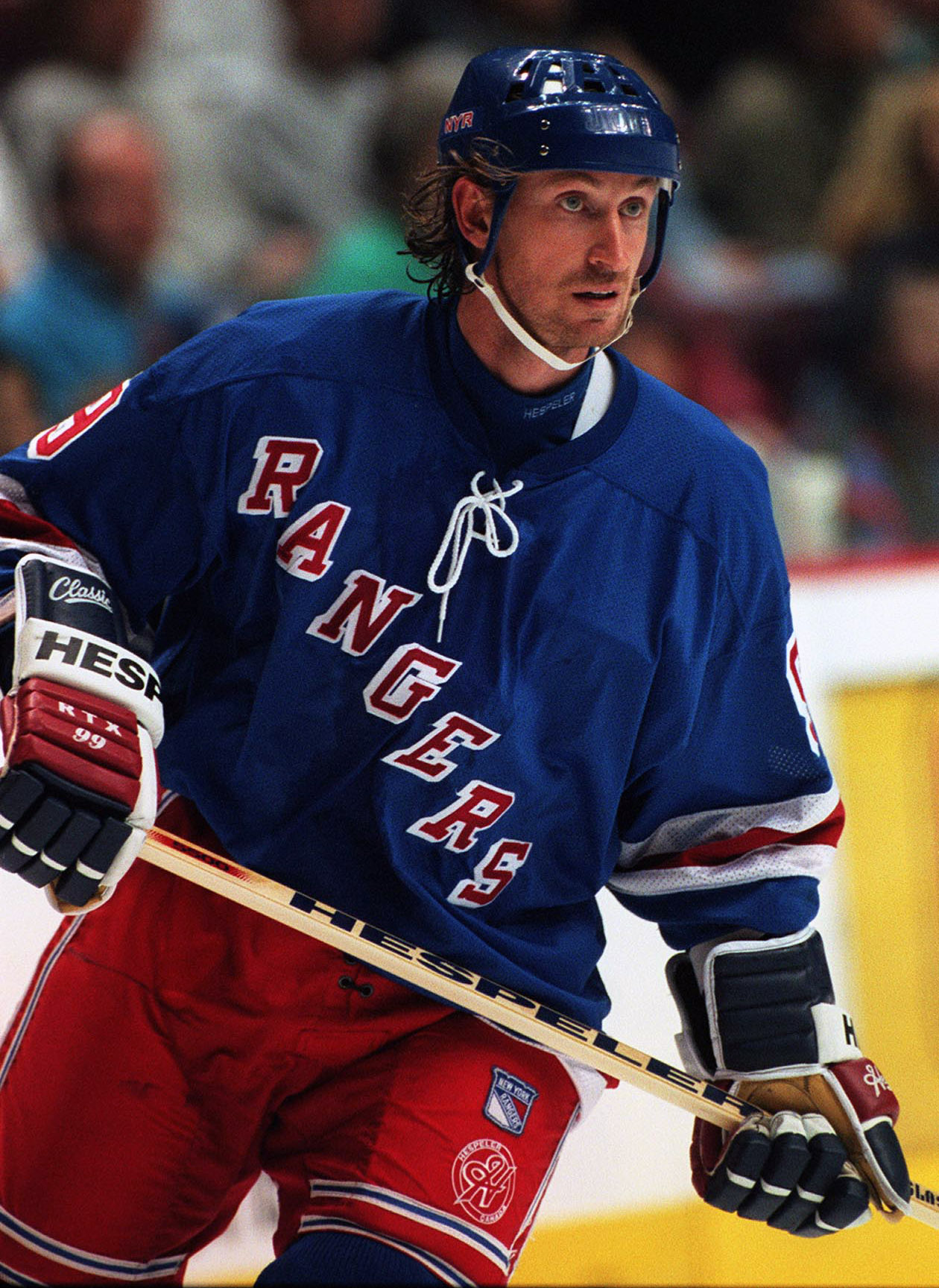
Jofa VMヘルメットを装着したウェイン・グレツキー。

ジョファ (Jofa) は、スウェーデンen:Malungに本拠を置くアイスホッケー、バンディ、乗馬などのスポーツのスポーツ用品メーカーである。これはJonssons Fabriker (Jonssons Factories) が短縮された名前である。
Niss-Oskar Jonssonは1926年に会社を設立した。これはMalungの皮革産業の後継と見なすことができる。この会社の最初の製品は皮革産業で余った素材から作られており、最初の工場は 古い皮なめし工場 (en) の中に置かれていた。
第二次世界大戦中にはテントやスウェーデン軍の軍服が大量発注されたため、ジョファは大きく成長した。

## ホッケー
1963年よりアイスホッケー・ヘルメット (en) の製造を始め、これは後にこの会社のもっとも成功した製品となった。またアイススケートやホッケー・スティック (en) などの他のアイスホッケー用具の製造も行うようになった。ジョファーのヘルメットを使用したNHLのスター選手としてはウェイン・グレツキー、ヤロミール・ヤーガー、マリオ・ルミュー、マーティ・マクソーリ (en) 、クロード・ルミュー (en) 、マッツ・サンディン (en) 、マッツ・ナズランド (en) 、ピーター・フォースバーグおよびティーム・セラニ (en) がいる。
2004年以降は、ジョファはリーボックの一部門となった。リーボックはホッケー用品にジョファのブランド名を使用することを廃止し、中核のCCM (en) とRbkブランドに絞ることとなった。Rbkブランドはその後Reebok Hockeyというブランド名となった。
2004年のリーボックによる買収以降はホッケー用品のジョファブランドは廃止され、Teemu Selänneは現在もジョファのヘルメットを使用している最後のNHLプレーヤーとなった。このJofa 366は、NHLとのJofaのライセンス契約が切れているため、ロゴを消して使用されている。

## 創業者の死
ジョファの創業者であるNiss-Oskar Jonssonは2002年に92歳で死去した。